# شیمیزو، شیزوئوکا
شیمیزو، شیزوئوکا (به لاتین: Shimizu, Shizuoka) یک منطقهٔ مسکونی در ژاپن است که در Suntō District واقع شده‌است. شیمیزو ۸٫۸۱ کیلومترمربع مساحت و ۳۲٬۰۹۱ نفر جمعیت دارد.